# Gammelstad kirkeby
Gammelstad kirkeby (svensk:Gammelstads kyrkstad) ligger i det nordlige Sverige 10 km fra Luleå ved den nordlige ende af Den Botniske Bugt. Byen blev sat på UNESCOs verdensarvsliste i 1994 som det bedst bevarede eksempel på denne type by, som engang var vidt udbredt i det nordlige Skandinavien.
Byen ligger nær Luleelvens delta. I centrum er en kirke fra det tidlige 15. århundrede omgivet af 424 træhuse. Husene blev bygget for at huse kirkegængere, som var rejst ind fra det omgivende område, og som ikke kunne nå hjem, inden mørket faldt på.